# E50 (Ecuador)
De E50 of Transversal Sur (Oost-westweg van het zuiden) is een primaire nationale weg in Ecuador. De weg loopt van de Peruviaanse grens naar Zamora en is 224 kilometer lang.
Het logo van de E50 is een miereneter. 